# Condado de Dunn (Dakota do Norte)
O Condado de Dunn é um dos 53 condados do Estado americano da Dakota do Norte. A sede do condado é Manning, e sua maior cidade é Manning. O condado possui uma área de 5 393 km² (dos quais 188 km² estão cobertos por água), uma população de 3 600 habitantes, e uma densidade populacional de 0,5 hab/km² (segundo o censo nacional de 2000).